# Antoon Kruysen
Antoon Kruysen est un peintre néerlandais né à Boxtel (Brabant) le 4 mars 1898 et mort à Chartres (Eure-et-Loir) le 4 avril 1977.
Des œuvres d'Anton Kruysen sont conservées aux Pays-Bas à la Kruysenhuis, musée consacré à la famille Kruysen.

## Biographie
Antoon Kruysen est le fils aîné du peintre Jan Kruysen (Liempde, 9 octobre 1874 - Eindhoven, 6 octobre 1938) et de Barbara van Dijk. Par sa mère, il descend du peintre Antoine van Dyck (1599-1641).
Dès 1910, il expose ses premières œuvres, tout en suivant une formation à l'Académie des arts plastiques de Rotterdam.
Après son mariage, il part s'installer avec son épouse à Dreux (Eure-et-Loir) en raison de la mauvaises santé de son jeune fils. Il fait sa première exposition importante à Genève où il est remarqué par les critiques d'art. Les Kruysen résideront successivement à Saint-Georges-Motel à partir de 1924, puis à Anet, route de Sorel.
Il participe en 1924 à une exposition au profit d'œuvres de guerre dans les salons du ministère de l'Intérieur à Paris. La galerie Georges Chéron l'expose en novembre 1924.
Après la mort de son fils en 1928, il part s'installer avec son épouse à Paris, puis les époux partent vivre à Aix-en-Provence en 1930. Bon organiste et très doué pour le chant, Antoon Kruysen renonce à chanter au profit de la peinture afin de pouvoir continuer à fumer la pipe.
Il retourne vivre à Anet en 1933. Après que sa femme l'ai quitté en 1934, emportant avec elle leur fils Bernard en Provence, il rencontre en 1935 Lucienne Donné (Louck) qui habite Villemeux (Eure-et-Loir) et qu'il épouse en 1936. 
En raison des menaces de guerre, il décide en 1936 de retourner vivre avec sa conjointe aux Pays-Bas, il s'installe dans le bassin houiller, à l'extrême nord du Brabant. Les époux vivent à différents endroits aux Pays-Bas, dont Oirschot où ils séjournent pendant toute l'occupation allemande ; en 1944, il est arrêté par l'occupant, alors que Paris vient d'être libéré, lorsqu'il retrouve la liberté, il découvre sa maison entièrement détruite.
En 1947, les Kruysen déménagent à Villemeux (Eure-et-Loir) dans la belle-famille d'Antoon. Celui-ci se lie d’amitié avec René Bellanger, peintre amateur éclairé et propriétaire d’une affaire de machines agricoles à Dreux, ils font conjointement une exposition de leurs œuvres dans l'ancienne chapelle de la Grand-rue à Dreux puis à Chartres à l'hôtel de France, place des Épars.
En 1949, il expose ses œuvres à Dreux, à la galerie Paul Bâton.
En 1951, il déménage à Charpont et expose 105 toiles à Paris à la galerie des Beaux-arts au 140, rue du Faubourg-Saint-Honoré, où il n'avait pas eu d'exposition depuis 1929 ; c'est probablement la plus importante de son vivant.
En 1953, il rencontre à Chartres, à l'hôtel du Grand Monarque, le duc de Levis-Mirepoix, propriétaire du château de Montigny-le-Gannelon, qui jouera un rôle de mécène en mettant notamment à sa disposition une maison à Chartres, avenue Maunoury, dans laquelle il s'installe en 1955. 
En 1960, il expose 25 œuvres à la galerie d'Argenson au 10, rue d'Argenson à Paris.
En 1961, du 28 février au 18 mars, il expose 38 récentes à la galerie Boissière à Paris au 52, rue Boissière. En 1969, de janvier à mars, il expose  chez Camille Renault au Bateau de Pierre à Broué, ce sera sa dernière exposition.
Déjà très malade, il parvient à peindre sa dernière œuvre : un oiseau mort gisant sur un coin de table.
Il meurt à Chartres le 4 avril 1977. Ses obsèques religieuses ont lieu à l'église de Villemeux-sur-Eure, où il est inhumé.

### Vie privée
Il épouse en 1920 à Rotterdam Willy van Berkel, fille de l'industriel flamand Balances Berkel, avec laquelle il a un fils Pimy qui est emporté par une méningite. Il a un second fils, Bernard Kruysen (1933-2000), né à Montreux, qui deviendra un célèbre baryton.

## Œuvre
L’œuvre d’Antoon Kruysen est marquée à la fois par les racines flamandes du peintre et par l’influence de Paul Cézanne, Amedeo Modigliani, Chaïm Soutine et Maurice de Vlaminck. Avant de trouver son propre style, Antoon Kruysen a été très influencé par son père, Jan Kruysen, et s’est nourri des travaux des grands noms de son époque, notamment Pablo Picasso et Marc Chagall.
D’un caractère impulsif et capricieux, il peint rapidement avec une palette très étendue. Cette pratique, qui peut parfois laisser une impression d’œuvre inachevée, relève d'un effet voulu car il pouvait être très précis. Il aime à peindre des funérailles, des tsiganes, des ivrognes, des clochards, des clowns… La peinture d'Antoon Kruysen fait souvent ressortir les aspects tristes et ridicules de la vie et de la société.
Des toiles d’Antoon Kruysen sont conservées à la galerie nationale du Jeu de Paume à Paris.
Le musée des Beaux-Arts de Chartres en possède également plusieurs, notamment :
- Portrait de Louck, 1947, huile sur toile (inv. 96.5.3) ;
- La Cathédrale illuminée. Vue prise du pont Saint-Hilaire, 1956, huile sur toile ;
- La Cathédrale de Chartres, 1960, huile sur toile.

Une partie de l’œuvre du peintre est conservée à Oirschot au musée Kruysenhuis, consacré à la famille Kruysen.
Le reste est la propriété de collectionneurs privés. Sont notamment recensées les œuvres beauceronnes, et plus spécifiquement euréliennes, suivantes :
- Halte des gitans (Orée de village en Beauce), huile sur toile 50 × 62 cm, collection privée, France.
- La Cathédrale de Chartres vue de Lucé, huile sur toile, collection privée, France.
- Le Printemps à Anet, huile sur toile 49,9 × 61 cm, collection privée, France.
- Neige à Charpont, huile sur toile 51 × 65,1 cm, collection privée, France.
- Gerbes à Charpont, huile sur toile 24 × 33 cm, collection privée, France.
- Roulottes à Charpont en hiver, huile sur toile 50 × 65,1 cm, collection privée, France.
- Le Cimetière de Chartres, huile sur toile 60 × 50,2 cm, collection privée, France.
- Le Chevet de la Cathédrale de Chartres, huile sur toile 65 × 50,3 cm, collection privée, France.
- Le Repos des clochards à Chartres, huile sur toile 60 × 50 cm, collection privée, France.
- La Cathédrale de Chartres, vue de la Place Morard, huile sur toile 65,4 × 50,2 cm, collection privée, France.
- La route de Dangeau au printemps, huile sur toile 50,3 × 65 cm, collection privée, France.
- Paysage sur la route à Mézières en Drouais, huile sur toile 50 × 65,1 cm, collection privée, France.
- Environs de Nogent-le-Roi, huile sur toile 50,2 × 60,5 cm, collection privée, France.
- Le Bois d'Ouerre et la tour hollandaise, huile sur toile 60,2 × 50,3 cm, collection privée, France.
- Prunay-le-Gillon au printemps, huile sur toile 60,2 × 50,1 cm, collection privée, France.
- Printemps à Prunay-le-Gillon, huile sur toile 60,4 × 50 cm, collection privée, France.
- Orage en été à Saint Luperce, huile sur toile 50,3 × 65,1 cm, collection privée, France.
- Cour de maison à Villemeux, huile sur toile 60,5 × 50 cm, collection privée, France.
- Hiver en Beauce, huile sur toile 60,4 × 50,2 cm, collection privée, France.
- Épouvantail en Beauce, huile sur toile 50 × 65 cm, collection privée, France.
- Paysage de Beauce en automne, huile sur toile 50 × 65,1 cm, collection privée, France.
- Orage en Beauce, huile sur toile 60,2 × 50,1 cm, collection privée, France.
- Arc-en-ciel en Thymerais, huile sur toile 50,5 × 60 cm, collection privée, France.
- La Cathédrale de Chartres la nuit, 1957-1958, huile sur toile, collection privée, France.

- Soir d'orage, 1959, huile sur toile 46 × 61 cm, collection privée, France.
- Le Village, 1956, huile sur toile 51 × 61,5 cm, collection privée, France.
- La Noce - Mariage hollandais, huile sur toile 75 × 60,5 cm, collection privée, France.

## Hommages
- Une rétrospective de son œuvre a été organisée au musée des Beaux-Arts de Chartres du 6 décembre 1991 au 2 mars 1992.